# Molly Kate Kestner
Molly Kate Kestner (Austin, 29 novembre 1995) è una cantautrice statunitense, conosciuta per la sua canzone His Daughter, divenuta famosa nel 2014 in molti paesi.

## Biografia
Prima del successo di His Daughter, Kestner nel suo canale YouTube pubblicava cover di altri cantanti; oltre al canto e al pianoforte, Kestner suona anche il violino. Kestner è stata membro del coro del Minnesota Music Educators Association All-State Mixed Choir nel 2012-2013.

## Discografia
- 2014 - His Daughter
- 2016 - Good Die Young
- 2017 - Prom Queen
- 2017 - It's You